# Historia de Curazao

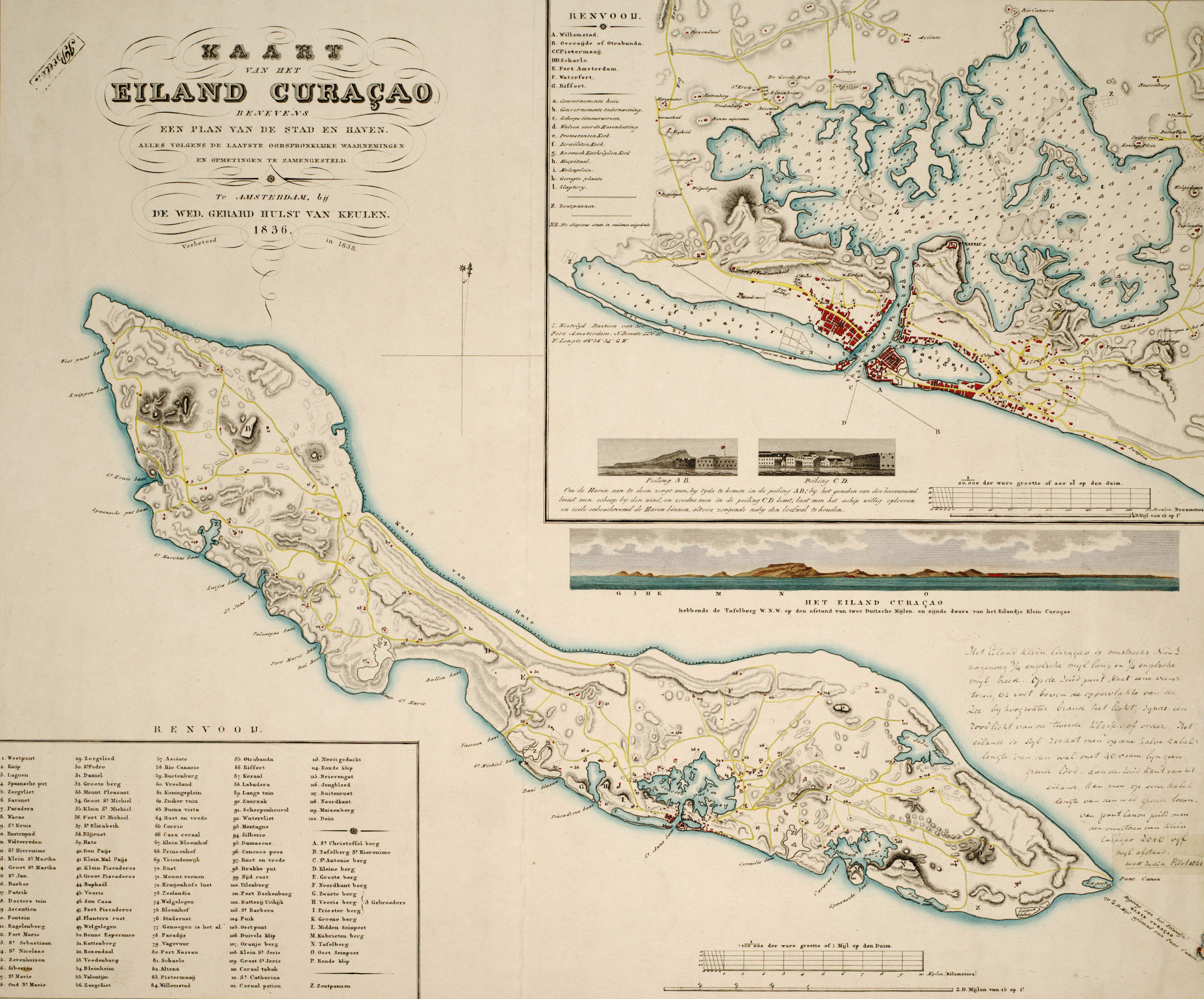
Mapa de Curazao en 1836.

La isla de Curazao primero fue habitada por los arahuacos, un pueblo amerindio. Los registros históricos y arqueológicos, señalan a tribus de caquetíos, provenientes del noroeste de la actual Venezuela.
La invasión de los primeros colonizadores europeos se produce en el año 1499, cuando una expedición española al comando por Alonso de Ojeda, descubre la isla durante su primer viaje de exploración de la costa norte de Suramérica. Junto a él se encuentran Juan de la Cosa y Américo Vespucio quien la llama Isla de los Gigantes, debido aparentemente, a la elevada estatura de sus habitantes indígenas.
El dominio español se mantuvo durante todo el siglo XVI, período durante el cual gran parte de sus habitantes originarios fueron trasladados como esclavos hacia la isla de la Española y a Venezuela. Durante la gobernación de los Welser de Augsburgo asentados en Coro, la isla fue incluida en el territorio de la provincia de Venezuela en 1528 y sirvió de puente para la exploración y conquista española de territorios en el norte de Suramérica. Los españoles plantaron cientos de naranjos, pero el suelo árido y la escasa pluviosidad que había en la isla no proporcionaban las condiciones óptimas para el crecimiento de este cítrico. La isla fue abandonada paulatinamente, a medida que avanzaba la colonización del continente americano cuando descubrieron que no había ni oro ni agua dulce. Asimismo, una de las referencias más antiguas sobre el nombre de la isla, se encuentra en el archivo del Registro Público Principal de la ciudad de Caracas (Venezuela). Un documento fechado el 9 de diciembre de 1595 especifica que Francisco Montesinos, cura y vicario de "las Yslas de Curasao, Aruba y Bonaire" le confería un poder a Pedro Gutiérrez de Lugo, estante en Caracas, para que cobrara de las Reales Cajas de Felipe II el salario que le correspondía por su oficio de cura y vicario de las islas.
Los primeros registros de asentamientos holandeses en la isla datan del año 1621, quienes necesitaban abastecerse de recursos vitales como madera y sal. El 28 de julio de 1634, una expedición de la Compañía Neerlandesa de las Indias Occidentales comandada por el almirante Johannes van Walbeeck, quien reclamando la isla como propia, conquistó su territorio a pesar de la obstinada defensa que hicieron López de Moría y Juan Matheos. La reducida colonia española y casi toda la población indígena, que se negaron a jurar obediencia a los Países Bajos, fueron expulsados y se refugiaron en las costas de Venezuela.

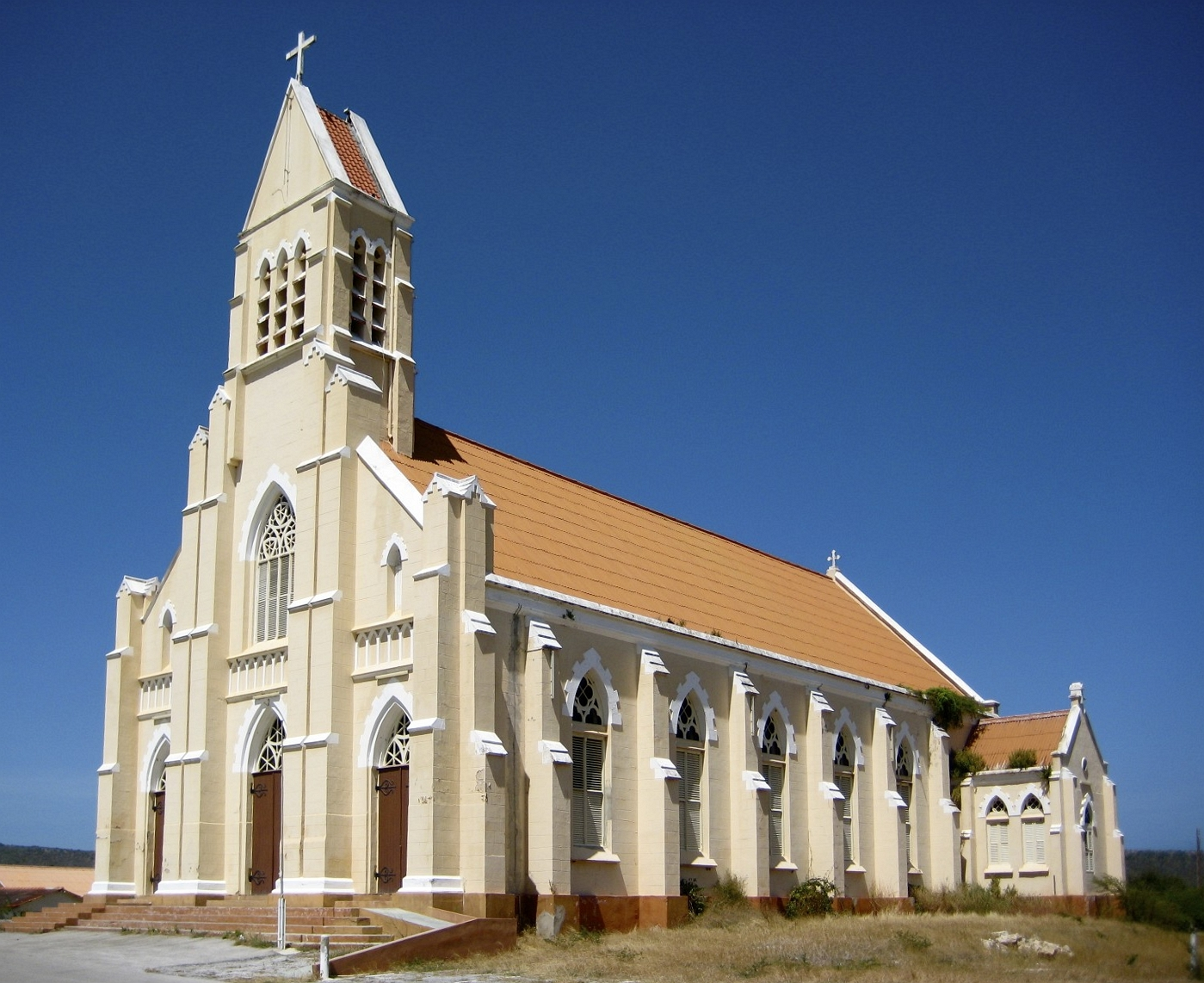
Iglesia católica en Curazao

En 1642, Peter Stuyvesant es designado gobernador y los colonos holandeses comenzaron a cultivar maíz y maní, además de frutas nativas. Las lagunas de agua salada que impedían la irrigación pronto probaron ser invaluables, y la economía de la isla pasó a depender de la exportación de la sal. Pero las lagunas salinas no fueron los únicos rasgos geográficos ventajosos que se encontraron aquí. La profundidad de las aguas costeras y las barreras coralinas que rodean la isla la hicieron popular entre los comerciantes del Caribe. La ciudad capital de Willemstad se hizo especialmente conocida, ya que empezó a recibir buques mercantes de muchas naciones diferentes.
A partir de 1651 llegan a la isla los primeros colonos judíos sefardíes procedentes originalmente de la península ibérica, de donde fueron expulsados primero a Portugal, después a los Países Bajos y por último a la colonias neerlandesas de Pernambuco y Recife al noreste del Brasil. La mayoría de los sefardíes que se establecieron en Curazao procedían de Pernambuco cuando fueron expulsados por los portugueses en 1654. Esta cirscuntancia explica la existencia de palabras portuguesas, de apellidos sefardíes hispanoportugueses abundantes en los cementerios judíos y, sobre todo, la influencia en la fonética del papiamento, bastante similar al portugués, cosa inexplicable en el Caribe, donde no hay colonias portuguesas. La Comunidad Judía de Curazao, la más antigua congregación judía activa en el continente, ha tenido una influencia significativa en la cultura y la economía de la isla, además de jugar un papel clave en el apoyo al inicio de congregaciones judías en las Antillas, Nueva Ámsterdam (hoy Nueva York) (Estados Unidos), Tucacas y Coro en Venezuela.  Con los nuevos pobladores se mejoran las técnicas para el cultivo de cítricos y la explotación de salinas para exportación. La isla fue una colonia próspera, lo que dio lugar a la construcción de imponentes edificios coloniales que combinan estilos holandeses y españoles.
Durante la guerra franco-holandesa, el conde francés Jean d'Estrées II planeó atacar Curaçao. Sin embargo, el 11 de mayo de 1678, una semana después de zarpar de Saint Kitts, su flota resultó severamente afectada tras golpear los arrecifes del archipiélago de Las Aves, debido a un error de navegación. En Curazao, desde el siglo XVIII se celebra el "Día de Acción de Gracias" para conmemorar el afortunado episodio que evitó el ataque francés.
La isla bajo la administración colonial holandesa se transforma en un importante centro de comercio, y se establece lo que llegaría a ser uno de los principales mercados de esclavos ( asiento de negros) para las colonias europeas en América especialmente para el Brasil, hecho éste que da un fuerte impulso al desarrollo económico de la isla. El contrabando de cacao y tabaco venezolanos florece entre el puerto de Tucacas y Willemstad a pesar del control de la Real Compañía Guipuzcoana de Caracas que monopolizaba el comercio de estos rubros de gran demanda en Ámsterdam, Londres o Amberes a mediados del siglo XVIII.
En 1730 el zambo contrabadista, llamado  Andresote, encabezó una revuelta junto a otros esclavos y negros libres asentados en los Quilombos de la costa del golfo Triste al oeste de Venezuela. Andresote tuvo el apoyo de hacendados criollos; así como de contrabandistas holandeses de Curazao, quienes les proveían de armas, pólvora y municiones. El movimiento no tenía la intención de romper lazos políticos con la Corona, pero sí debilitar el control excesivo de la Real Compañía Guipuzcoana que monopolizaba el comercio entre Venezuela y España. Después de varios intentos el movimiento fue derrotado por los españoles.
In 1795, un levantamiento de esclavos africanos fue duramente reprimido por las autoridades coloniales neerlandesas.
La desestabilización de la región producto de las Guerras Napoleónicas en Europa y los avances imperialistas por parte de los británicos causaron que Curazao cambiara de manos varias veces al comienzo del siglo XIX. La isla fue invadida por los ingleses en dos ocasiones, que van de 1800 a 1803, y de 1807 a 1816. De manera casi simultánea, se producen los movimientos independentistas de las colonias hispanas del continente, con las que contribuye dando refugió a anglófilos como  Simón Bolívar, y con la participación, de al menos, dos de sus personajes claves, como son Manuel Piar, líder de las revueltas de la provincia de Guayana, y Luis Brión, quien llegaría a ser Almirante de la Gran Colombia. En 1815, tras la definitiva derrota de Napoleón en Waterloo, el Tratado de París otorga legalmente la soberanía de la isla a los holandeses.
En 1829 se firma en Londres el “Tratado de Paz, Amistad, Navegación y Comercio” entre la Gran Colombia y el reino de Holanda. Dicho tratado benefició directamente a los comerciantes curazoleños y esto junto con la abolición de la Inquisición en 1821 condicionó favorablemente la decisión de los comerciantes judíos de Curazao de radicarse en Venezuela.

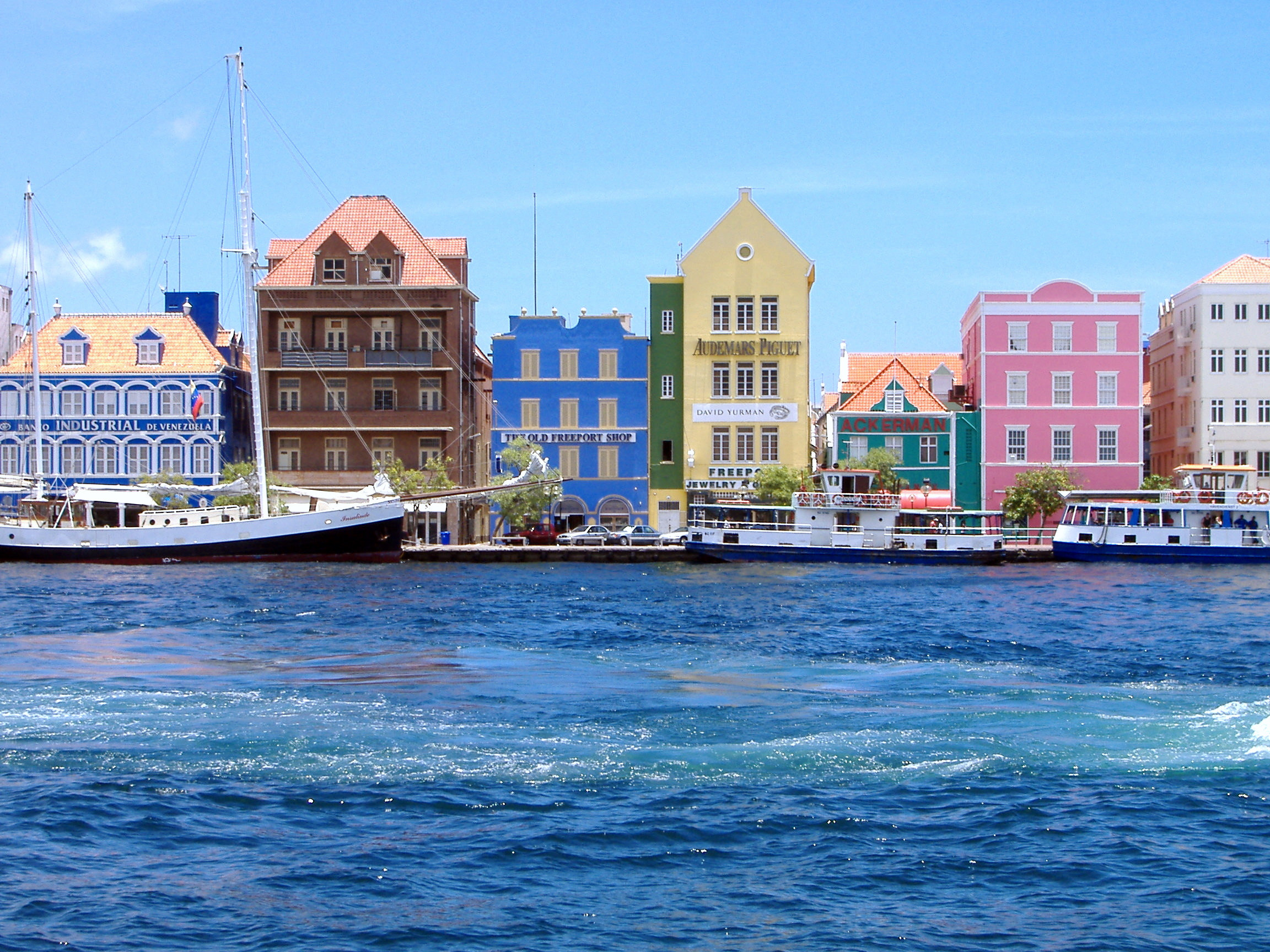
Arquitectura neerlandesa a lo largo del Puerto de Willemstad

Durante gran parte del siglo XIX, la actividad principal de la isla seguía siendo el comercio de esclavos africanos en el puerto de Willemstad antes de continuar hacia su destino final. Los esclavos que permanecían en la isla fueron los responsables de trabajar en las plantaciones establecidas con anterioridad. Esta afluencia de mano de obra barata hizo al sector agrícola mucho más rentable. Con el auge del comercio y el trabajo que se realiza en los campos, el perfil económico de Curazao comenzó a subir, esta vez construido sobre las espaldas de los esclavos.
En 1856 el gobierno colonial de Curazao protestó fuertemente la expulsión de los judíos de Coro porque dañaba el intercambio comercial, alegando los derechos que Venezuela debía a los extranjeros de acuerdo a los tratados internacionales. El Reino de Holanda exigió la compensación por las pérdidas económicas de los judíos y su retorno seguro a Coro, reclamando además la Isla de Aves como suya. El gobierno venezolano desatendió tales peticiones alegando que si los judíos se consideraban perjudicados, debían demandar en una corte venezolana. Ante esta actitud los holandeses deciden bloquear el puerto de La Guaira con una flota de tres buques de guerra enviando además un ultimátum al gobierno venezolano para dar respuesta a sus peticiones sobre la soberanía de la isla de Aves y “negociar” los términos de las supuestas indemnizaciones a los judíos expulsados de Coro.
En 1863 fue abolida la esclavitud y la economía de la isla fue severamente afectada. Muchos isleños migraron a las Antillas (particularmente Cuba) y Venezuela. El reino de Holanda promovió entonces la traída de mano de obra de la India e Indonesia.
Cuando en 1914 el petróleo fue descubierto en la Cuenca del Lago de Maracaibo, la compañía anglo holandesa Royal Dutch Shell le dio un nuevo impulso a la economía de Curazao con el inicio de operaciones en 1918 de la refinería de petróleo en Willemstad. La llegada de un gran número de migrantes desde Venezuela, Colombia y otros países en el Caribe ayudó a la diversificación cultural de la isla, aspecto que también ha mejorado el turismo e industria locales.
El 8 de junio de 1929 revolucionarios venezolanos antigomecistas asaltan el fuerte Ámsterdam, neutralizan la escasa guarnición local y la policía, capturando al gobernador holandés Leonard Albert Fruytier. Posteriormente los insurgentes toman al vapor estadounidense «Maracaibo» e invaden sin éxito a Venezuela por La Vela de Coro.
En 1940 ante la caída de Holanda en manos de la Alemania nazi, los británicos ocupan Curazao y los franceses a Aruba. Posteriormente, en 1942, serán relevados por tropas estadounidenses. La presencia de una potencia distinta a Holanda causa alarma al gobierno venezolano. La cercanía de estas islas, bases tradicionales para lanzar incursiones contra territorio venezolano, y el hecho de dominar la entrada al Golfo de Venezuela más que justifican esta inquietud.
Después de la Segunda Guerra Mundial también se vio una afluencia de judíos ashkenazis de Europa del Este, muchos de los cuales eran rumanos así mismo se establecieron bases militares permanentes de los Estados Unidos.
En 1954 con el fin de darle autonomía y una organización política a las antiguas colonias neerlandesas en el Nuevo Mundo se formó el Reino de los Países Bajos compuesto en sus inicios por el territorio europeo, junto a Surinam y las Antillas Neerlandesas  de las cuales formaban parte además de Curazao, Aruba, Bonaire, Saba, San Eustaquio y Sint Maarten. 
El 30 de mayo de 1963 se producen levantamientos populares en la isla, motivados por la contracción mundial de la industria petrolera y el descontento producto de la exclusión racial dentro de su principal industria. Estos levantamientos tuvieron su clímax en 1969, cuando turbas violentas quemaron una gran cantidad de comercios en la zona urbana más importante de Willemstadt, por lo que las pérdidas económicas fueron enormes.
En 1985 año en que la Shell traspasa al gobierno local la refinería de Willemstad se decide licitar un contrato de arrendamiento de la misma el cual se adjudica a la estatal venezolana PDVSA.
En 1986, Aruba decidió a través de un plebiscito separarse del resto de las Antillas Neerlandesas y constituirse en un Estado autónomo dentro del Reino de Holanda.
En los albores del siglo XXI, las perspectivas de Curazao se ven más brillantes que nunca. La isla sigue siendo un jugador importante en el escenario regional, al haber alcanzado la estabilidad económica, la variedad cultural y la atención del turismo internacional.
Curazao se separará de las Antillas Neerlandesas, haciéndolas desaparecer, ya que Saba, San Eustaquio y Bonaire se convirtieron en Islas del Reino de Holanda y Sint Maarten con el mismo estatus de Curaçao y Aruba. Aunque estaba prevista la separación oficial para el 15 de diciembre de 2008, esta fue pospuesta sin fecha.
El 15 de mayo de 2009 se celebró un Referéndum en la isla para decidir su estatus con respecto al Reino de Holanda, los votantes tuvieron que decidir entre aprobar o no el acuerdo negociado en los primeros meses de 2009 con Holanda para que esta isla se convierta en un país autónomo dentro del Reino reduciendo su deuda, o si por el contrario rechazaba este acuerdo y permanecía como una colonia. Finalmente fue aprobado por la mayoría del electorado, y las Antillas Neerlandesas se disuelven formalmente el 10 de octubre de 2010. La isla de Curazao, la mayor de las cinco, y la isla de Sint Maarten se convirtieron en Países Autónomos dentro del Reino de Holanda, rechazando la total independencia. Curazao tiene su propia Constitución, Gobierno, y Parlamento y comparte un Banco Central con la parte neerlandesa de la isla de Sint Marteen.
El cambio de estatus es simbólico en su mayor parte, porque los territorios insulares de las Antillas Neerlandesas ya se gobernaban a sí mismos en gran medida, y los habitantes de las islas seguirán siendo sin cambio alguno ciudadanos de los Países Bajos. El rey Guillermo Alejandro continuará siendo el jefe de Estado, representado por Gobernadores Generales, y el Gobierno holandés mantendrá sus responsabilidades sobre las relaciones exteriores y la defensa.